# Strijkkwartet nr. 3 (Norgard)
Per Nørgård componeerde zijn Strijkkwartet nr. 3 Tre miniaturrer gedurende 1959.
In 1928 wijzigde hij nog zijn tweede strijkkwartet grondig. In 1959 schreef hij een (vrij) kort derde strijkkwartet, dat bestaat uit drie miniaturen. Het totale strijkkwartet duurt nog geen vijf minuten, waarvan deel 3 nog geen minuut. De muziek verschilt niet zoveel van zijn tweede strijkkwartet; de componist moest zijn eigen stijl nog vinden.
Het strijkkwartet bestaat uit drie delen:
1. Allegro
2. Adagio
3. Allegro

## Discografie en bronnen
- Uitgave Kontrapunkt: Kontra Kwartet (niet meer verkrijgbaar)
- Edition Wilhelm Hansen